# Opéra de Tel Aviv
 (juin 2016).
Si vous disposez d'ouvrages ou d'articles de référence ou si vous connaissez des sites web de qualité traitant du thème abordé ici, merci de compléter l'article en donnant les références utiles à sa vérifiabilité et en les liant à la section « Notes et références ».
L'opéra de Tel-Aviv (TAPAC) se trouve à Israël, dans la ville de Tel Aviv.

## Histoire et architecture
Le Tel Aviv Performing Arts Center, résidence de l'Opéra d'Israël, a été conçu par Ya'akov Rechter et a été ouvert au public en octobre 1994. CCPRT est rapidement devenue un point focal pour les événements culturels et artistiques à Tel Aviv. Sa scène spacieuse avec ses state-of-the-art des installations, les systèmes de sonorisation et d'éclairage mises à jour et les qualités acoustiques de l'auditorium a permis, pour la première fois en Israël, les performances des opéras, des ballets et des événements musicaux sur un stade approprié.
TAPAC constitue la partie principale du Centre Golda, situé entre Weizmann St., Shaul Hamelech Blvd. et Leonardo da Vinci St. Cette zone avait été désignée pour les bâtiments publics à la fin des années 1950, quand il a été décidé de construire la Cour Maisons sur sa partie orientale. Tout au long des années, le Musée de Tel Aviv d'art, Beit Ariela avec son Zion Bibliothèque Sha'ar et la place reliant les y[Quoi ?] ont été construits. 
Au début des années 1980, la municipalité de Tel Aviv-Yafo désigné la partie ouest de la zone pour le Performing Arts Center, l'un des principaux complexes culturels de Tel-Aviv. Depuis son inauguration, CCPRT a été la maison permanente de l'Opéra d'Israël et plus tard sur son aile supplémentaire a été achevée, abritant le Théâtre Cameri.
Dans ses notes, l'architecte Ya'akov Rechter liée aux aspects idéologiques qui forment son concept architectural, qui était la base de la conception du spectacle Arts Center :

« … Architecturalement, le Performing Arts Center représente le but de combiner un édifice impressionnant présence publique, avec le caractère monumental none- informel de Tel Aviv. En principe, le bâtiment se mêle à l'échelle des bâtiments existants dans la région, qu'ils soient les bâtiments résidentiels sur Leonardo da Vinci St. ou la bibliothèque et le musée. les portes d'entrée d'une part et la tour de la mouche d'autre part, sont les seuls éléments qui ne sont pas conformes à l'échelle de l'environnement, dotant le bâtiment avec une grande partie de la présence du public, qui sied à son rôle en tant que centre majeur dans le tissu urbain. »